# Левинас, Эммануэль
Эммануэ́ль Левина́с (фр. Emmanuel Lévinas; 30 декабря 1905 (12 января 1906), Ковно — 25 декабря 1995, Париж) — французский этический философ, профессор Сорбонны.

## Биография
При рождении носил имя Эммануил Левин. Родился в еврейской семье владельца книжного магазина Иехиела Абрамовича Левина (1878—1941) и его жены Двейры Мойшевны Гурвич (1881—1943?) в Ковно (впоследствии Каунас), где получил воспитание в традиции иудаизма. У него было два младших брата: Борис (род. 1909) и Аминодов (род. 1913). В быту помимо идиша в семье пользовались также русским языком, со своей супругой Раисой философ до конца жизни говорил по-русски. Учился в гимназии на русском языке (в 1915—1920 годах в Харькове, куда ряд еврейских семей были высланы с началом Первой мировой войны, затем вновь в еврейской гимназии в Каунасе в 1920—1923 годах, где преподавание велось на иврите и русском языке), был хорошо знаком с русской литературой и философией, в юности писал стихи на русском языке (сохранилось только одно стихотворение). С детства изучал классический и современный иврит.
После получения Литвой независимости его фамилия была записана в документах в соответствии с нормами литовской орфографии: Levinas. В 1923 году эмигрировал во Францию. Философию изучать начал в 1924 году в Страсбургском университете. Во время учёбы произошло знакомство Левинаса с Морисом Бланшо, положившее начало их долгой дружбе. В 1928 году он приступил к изучению феноменологии во Фрайбургском университете под руководством Эдмунда Гуссерля. Там же, во Фрайбурге посещал семинары Мартина Хайдеггера. С 1930 году вновь во Франции, чьё гражданство получил в том же году. В 1932 году женился на Раисе Леви, с которой был знаком с раннего детства.
В 1939 году мобилизован в связи с началом Второй мировой войны. Был взят в плен (1940) и содержался в шталаге XI-B (Фалингбостель) на территории Нижней Саксонии; пленные французские офицеры еврейского происхождения не подлежали уничтожению и в лагере специфическим притеснениям почти не подвергались. Семья Левинаса погибла во время Холокоста в Литве: отец и оба брата были расстреляны в первые дни оккупации Каунаса перед их домом на улице Mickevičiaus 19, а мать была отправлена в каунасское гетто, ликвидированное к 1944 году Жена и дочь Левинаса скрывались от депортации в Париже; тёща — Фрида-Малка (Амелия Фрида) Леви — была депортирована и погибла в концентрационном лагере. В 1945 году Левинас был освобождён американцами и вернулся в Париж.
Был профессором университетов в Пуатье (1961—1967), Нантере (1967—1973), а также в Сорбонне (1973—1976).
Скончался 25 декабря 1995 году в Париже. Надгробную речь над ним, по его собственному желанию, говорил Жак Деррида.
Сын — Микаэль Левинас (Michaël Levinas, род. 1949), композитор и музыковед; его жена — музыковед Даниэль Коэн (Danielle Cohen-Levinas). Дочь — педиатр Симона Хансель, замужем за математиком, информатиком и исследователем иудаики Жоржем Ханселем.

## Философия
Философские воззрения Левинаса формировались под влиянием феноменологии Гуссерля и фундаментальной онтологии Хайдеггера, а также диалогизма Мартина Бубера и, главным образом, Франца Розенцвейга, в значительной мере определившего стиль мышления «зрелого» Левинаса.
Влияние Хайдеггера и Гуссерля наиболее явственно отразилось в ранних работах Левинаса: «Теория интуиции в феноменологии Гуссерля» (1930), «От существования к существующему» (1947), «Открывая существование с Гуссерлем и Хайдеггером» (1949). Вместе с тем, ещё в 1948 увидела свет книга «Время и Другой», в которой Левинас впервые излагает собственную философскую концепцию, включающую в себя критическую рецепцию влияний. Так, собственная позиция Левинаса уточняется в развернутом на страницах книги споре с Хайдеггером и доминировавшим в интеллектуальном климате Франции экзистенциализмом. Ключевые интенции мышления Левинаса, впервые артикулированные во «Времени и Другом», получают дальнейшее развитие в его трудах «Тотальность и Бесконечное. Эссе на тему экстериорности» (1961), «Гуманизм другого человека» (1973), «Инобытие, или по другую сторону сущности» (1974), «Диахрония и репрезентация» (1983), и др.
При очевидной проблематичности тематизации философского наследия Левинаса (однозначно идентифицировать его с тем или иным интеллектуальным направлением невозможно по ряду причин), проблемное поле его философии может быть эксплицировано с достаточной определённостью. В центре внимания Левинаса — этическая проблематика, артикулированная посредством парадигмальной фигуры Другого. В ситуации кризиса классической метафизики в целом, и классического субъекта — в частности, самотождественность Я, понимавшаяся ранее, имплицитно или эксплицитно, как единство Я эмпирического и Я трансцендентального, не выдерживает испытания на прочность и более не может служить гарантом идентичности субъекта. Представления о трансцендентальном сознании, питавшие философию вплоть до феноменологического проекта Гуссерля, показывает Левинас, иллюзорны. Единственная, по его мысли, возможная форма трансцендентального — диалог. Таким образом, Другой для меня — единственный мыслимый гарант моего Я.

## Русская библиография
- Левинас, Э. Время и другой = Le temps et l’autre; Гуманизм другого человека = Humanisme de l’autre homme / Пер. с фр. А. В. Парибка. — СПб.: Высш. религиоз.-филос. шк., 1998.
- Левинас, Э. От существования к существующему // Культурология XX века.-М.,1998.-№ 11.- С.185-204.
- Левинас, Э. Избранное: Трудная свобода / Пер. с фр. — М.: РОССПЭН, 2004.
- Левинас, Э. Избранное: Тотальность и бесконечное / Пер. И. С. Вдовиной, Б. В. Дубина. — М.; СПб.: Культурная инициатива: Университетская книга, 2000.
- Левинас, Э. Путь к Другому / Пер. Е. Бахтиной. — СПб.: Изд-во Санкт-Петербургского университета, 2007. — 240 с.
- Левинас, Э. Три статьи о еврейском образовании / Пер. с фр. Е. Кушнера и А. Львова // Новая еврейская школа. — 1999. — № 4.с
- Под редакцией Ильи Дворкина. Эммануэль Левинас // Антология еврейской философии нового и новейшего времени / М.И.Гринберг. — М.; Иерусалим: Библиотека Михаила Гринберга, 2022. — С. 825-902. — 928 с. — ISBN 978-5-905826-44-3.